# Thorn (letra)

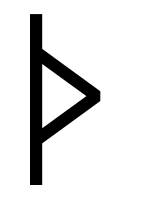
A runa que deu origem à letra

Thorn ou þorn (Þ, þ) é uma letra usada no inglês antigo, gótico, norueguês antigo, sueco antigo e no islandês, bem como alguns dialetos do inglês médio. Também foi usado na Escandinávia medieval, mas foi posteriormente substituído pelo dígrafo th, exceto na Islândia, onde sobrevive.
É pronunciado como uma fricativa dental surda [θ] ou a contrapartida sonora dela [ð]. No entanto, no islandês moderno, é pronunciado como uma fricativa alveolar não sibilante lamelar sem som [θ̠], semelhante à palavra thick inglesa, ou uma fricativa alveolar não sibilante (geralmente apical) [ð̠], semelhante a th como na palavra inglesa "thick". O uso islandês moderno geralmente exclui o último, que é representado com a letra eth ⟨Ð, ð⟩; no entanto, [ð̠] pode ocorrer como um alofone de /θ̠/ e escrito ⟨þ⟩, quando aparece em um pronome ou advérbio átono após um som sonoro.

## Códigos para Computador
| Caracter                              | Þ                          | þ                        |
| Nome Unicode                          | LATIN CAPITAL LETTER THORN | LATIN SMALL LETTER THORN |
| Unicode                               | 00DE                       | 00FE                     |
| Character entity reference            | &THORN;                    | &thorn;                  |
| Windows-1252, ISO-8859-1, ISO-8859-15 | DE                         | FE                       |
| LaTeX                                 | \TH                        | \th                      |

## Variantes
Algumas variantes de thorn foram usadas em Abreviaturas de Escribas:
- U+A764 Ꝥ LATIN CAPITAL LETTER THORN WITH STROKE
- U+A765 ꝥ LATIN SMALL LETTER THORN WITH STROKE
- U+A766 Ꝧ LATIN CAPITAL LETTER THORN WITH STROKE THROUGH DESCENDER
- U+A767 ꝧ LATIN SMALL LETTER THORN WITH STROKE THROUGH DESCENDER